# De tre grottornas berg
De tre grottornas berg är den svenske författaren P. O. Enquists första barnbok, utgiven augusti 2003 hos Rabén & Sjögren. Boken är illustrerad av Stina Wirsén.